# Mare Rússia

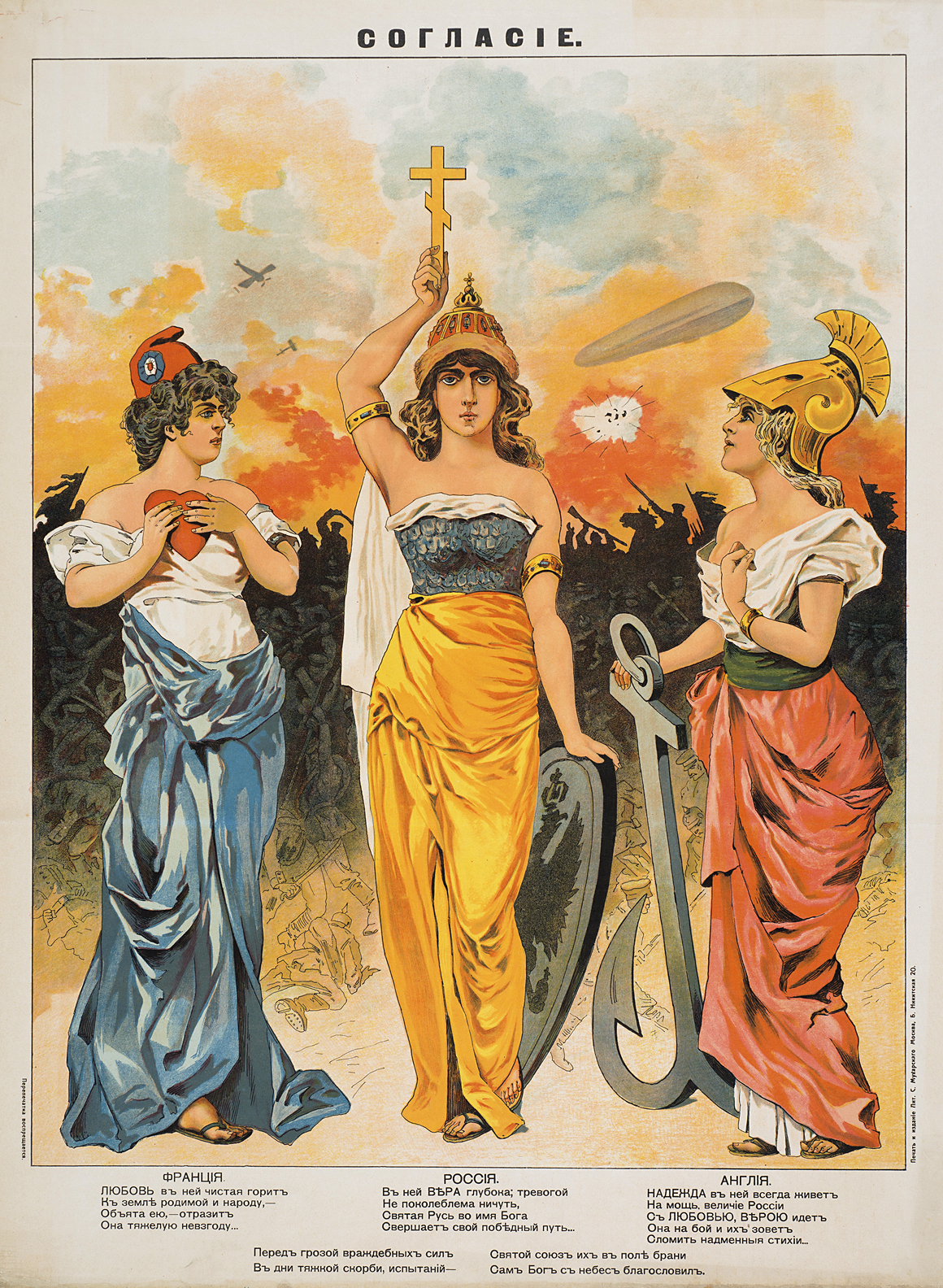
Cartell rus de 1914 representant la Triple Entesa: Amb Marianne i Britànnia acceptant el liderat de la Mare Rússia (al centre) davant l'arribada de la Primera Guerra Mundial.

La Mare Rússia (Rus: Россия-Матушка, transliterat com Rossiya-Matushka) és la personificació nacional de Rússia. Apareix en cartells patriòtics, estàtues, literatura, cinema entre d'altres.
Durant el període soviètic, el terme Mare de la Pàtria (Родина-Мать, Rodina-Mat) va ser preferit, com a representació de la Unió Soviètica multiètnica; de totes maneres, hi ha una semblança clara entre Mare Rússia de l'època imperial i la figura soviètica, sobretot com a representació durant i després de la Gran Guerra Pàtria - com en el Front Oriental era coneguda la Segona Guerra Mundial a Rússia.